# Girl's Eyes
Pistes de The Who Sell Out
Hall of the Mountain King Mary-Anne with the Shaky Hand
Girl's Eyes est une chanson du groupe britannique The Who, parue sur l'anthologie Thirty Years of Maximum R&B et sur les titres bonus de l'album The Who Sell Out. 

## Composition
C'est une chanson aux paroles et à la musique assez simple, dominée par la guitare acoustique. Elle a été écrite par Keith Moon, ce qui est rare dans la discographie du groupe.
La fin de la chanson est constituée par le refrain final de la chanson Odorono, qui avait été coupé lors du mastering final en mono de l'album The Who Sell Out, le 16 octobre 1967.